# خوزه راموس
خوزه راموس هورتا (پرتغالی: José Ramos-Horta؛ زادهٔ ۲۶ دسامبر ۱۹۴۹) یک سیاستمدار اهل تیمور شرقی است که از مهٔ ۲۰۲۲ به عنوان هفتمین رئیس‌جمهور تیمور شرقی خدمت می‌کند. او از سال ۲۰۰۷ تا ۲۰۱۴ نیز چهارمین رئیس‌جمهور بود. وی همچنین از سال ۲۰۰۲ تا ۲۰۰۶ وزیر امور خارجه بوده و از سال ۲۰۰۶ تا ۲۰۰۷، به عنوان سومین نخست‌وزیر تیمور شرقی فعالیت می‌کرده‌است.
وی همچنین برنده جوایزی همچون جایزه صلح نوبل شده‌است.
در انتخابات ریاست جمهوری تیمور شرقی در آوریل ۲۰۱۲، خوزه راموس، فرنانادو لاساما از حزب دموکراتیک، فرانسیسکو گوترس رئیس پیشین پارلمان تیمور شرقی و تائور ماتان رواک که از حمایت خانانا گاسمائو (یا گزانانا گاسمائو) نخست وزیر تیمور شرقی برخوردار بود، شرکت کردند که ماتان رواک توانست با کسب ۶۱٫۲ درصد آرا به عنوان رئیس‌جمهور انتخاب شود.

## روسای جمهور تیمور شرقی از زمان استقلال تاکنون
در آستانه استقلال تیمور شرقی در سال ۲۰۰۲، رئیس‌جمهوری این کشور را «گزانانا گاسمائو» (Xanana Gusmão)، رهبر مقاومت ملی بر عهده گرفت و تا سال ۲۰۰۷ در این مسند بود و لقب «نلسون ماندلای تیمور شرقی» را گرفت. همچنین وی نخست‌وزیر این کشور از اوت ۲۰۰۷ تاکنون در دو دولت راموس هورتا و ماتان رواک بوده‌است.
سپس خوزه راموس، دومین رئیس‌جمهور این کشور از می ۲۰۰۷ تا می ۲۰۱۲ شد. وی نخست‌وزیر گاسمائو بین ژوئن ۲۰۰۶ تا می ۲۰۰۷ بود و بعد از آن تائور ماتان رواک از ماه مه ۲۰۱۲ تاکنون در این سمت است. ماتان رواک سومین رئیس‌جمهور این کشور است.
وی مجددا در ۲۰ آوریل ۲۰۲۲ موفق شد با پیروزی در انتخابات به ریاست جمهوری برسد.